# Marlies de Toronto
Les Marlies de Toronto sont une équipe professionnelle de hockey sur glace de la Ligue américaine de hockey. Ils font partie de la division Nord dans l'association de l'Est.

## Histoire

Ancien logo des Marlies (2005-2015)

- (1982-1986) Saints de Saint Catharines
- (1986-1991) Saints de Newmarket
- (1991-2005) Maple Leafs de Saint-Jean

La LAH était très présente à l'est du Canada dans les années 1980 et 1990 mais en 2004, la dernière équipe s'y trouvant sont les Maple Leafs de Saint-Jean. Bien que l'équipe est très populaire et possède une bonne moyenne de spectateurs, le désir des Maple Leafs de réduire les coûts de voyage et d'avoir une équipe dans le Ricoh Coliseum a pour résultat le déménagement de l'équipe à Toronto pour la saison 2005-2006. Les précédentes ligues mineures et juniors qui ont joué à Toronto n'ont jamais connu le succès auprès du public et certains pensent que les amateurs de hockey à Toronto ne sont intéressés que par les Maple Leafs et non par les autres équipes de ligues mineures.
Le nom de l'équipe est choisi en référence à l'ancienne équipe junior des Marlboros de Toronto mais l'abréviation Marlies est choisie pour éviter l'association avec la marque de cigarette connue.

### Quelques dates
- Premier match : 7 octobre 2005 : Americans de Rochester 8, Marlies 5
- Première match à domicile et première victoire : 12 octobre 2005 - Marlies 5, Crunch de Syracuse 2.
- Premier but : 7 octobre 2005 : Colin Murphy - Americans de Rochester 8, Marlies 5
- Premier blanchissage : 14 décembre 2005 : Jean-Sébastien Aubin - Marlies 5, Griffins de Grand Rapids 0.
- Premier coup du chapeau : 2 janvier 2006 : Luke Fulghum - Marlies 6, Barons de Cleveland 1.

## Statistiques de saisons
| Saison    | PJ | V  | D  | DP | DTB | BP  | BC  | Pts | Classement    | Séries éliminatoires |
| --------- | -- | -- | -- | -- | --- | --- | --- | --- | ------------- | --- |
| 2005-2006 | 80 | 41 | 29 | 6  | 4   | 270 | 263 | 92  | 4e Nord       | 1-4 Griffins de Grand Rapids                                                                                            |
| 2006-2007 | 80 | 34 | 39 | 2  | 5   | 220 | 270 | 75  | 4e Nord       | Non qualifiés |
| 2007-2008 | 80 | 50 | 21 | 3  | 6   | 246 | 203 | 109 | 1er Nord      | 4-3 Rampage de San Antonio 4-3 Crunch de Syracuse 1-4 Wolves de Chicago                                                 |
| 2008-2009 | 80 | 39 | 29 | 5  | 7   | 240 | 229 | 90  | 4e Nord       | 2-4 Moose du Manitoba                                                                                                   |
| 2009-2010 | 80 | 33 | 35 | 6  | 6   | 193 | 261 | 78  | 5e Nord       | Non qualifiés |
| 2010-2011 | 80 | 37 | 32 | 1  | 10  | 228 | 219 | 85  | 5e Nord       | Non qualifiés |
| 2011-2012 | 76 | 44 | 24 | 5  | 3   | 217 | 175 | 96  | 1er Nord      | 3-0 Americans de Rochester 4-1 Heat d'Abbotsford 4-1 Barons d'Oklahoma City 0-4 Admirals de Norfolk                     |
| 2012-2013 | 76 | 43 | 23 | 3  | 7   | 237 | 199 | 96  | 1er Nord      | 3-0 Americans de Rochester 2-4 Griffins de Grand Rapids                                                                 |
| 2013-2014 | 76 | 45 | 25 | 2  | 4   | 223 | 202 | 96  | 1er Nord      | 3-0 Admirals de Milwaukee 4-0 Wolves de Chicago 3-4 Stars du Texas                                                      |
| 2014-2015 | 76 | 40 | 27 | 9  | 0   | 207 | 203 | 89  | 2e Nord       | 2-3 Griffins de Grand Rapids                                                                                            |
| 2015-2016 | 76 | 54 | 16 | 5  | 1   | 294 | 191 | 114 | 1er Nord      | 3-0 Sound Tigers de Bridgeport 4-3 Devils d'Albany 1-4 Bears de Hershey                                                 |
| 2016-2017 | 76 | 42 | 29 | 4  | 1   | 245 | 207 | 89  | 2e Nord       | 3-1 Devils d'Albany 3-4 Crunch de Syracuse                                                                              |
| 2017-2018 | 76 | 54 | 18 | 2  | 2   | 254 | 170 | 112 | 1er Nord      | 3-2 Comets d'Utica 4-0 Crunch de Syracuse 4-0 Phantoms de Lehigh Valley 4-3 Stars du Texas Champions de la Coupe Calder |
| 2018-2019 | 76 | 39 | 24 | 9  | 4   | 248 | 243 | 91  | 3e Nord       | 3-0 Americans de Rochester 4-0 Monsters de Cleveland 2-4 Checkers de Charlotte                                          |
| 2019-2020 | 61 | 29 | 27 | 3  | 2   | 206 | 212 | 63  | 7e Nord       | Séries annulées à cause de la pandémie de Covid-19                                                                      |
| 2020-2021 | 35 | 16 | 17 | 0  | 2   | 111 | 119 | 34  | 4e Canadienne | Séries annulées à cause de la pandémie                                                                                  |
| 2021-2022 | 72 | 37 | 30 | 4  | 1   | 243 | 244 | 79  | 6e Nord       | Non qualifiés |
| 2022-2023 | 72 | 42 | 24 | 4  | 2   | 229 | 225 | 90  | 1er Nord      | 3-1 Comets d'Utica 0-3 Americans de Rochester                                                                           |
| 2023-2024 | 72 | 34 | 26 | 10 | 2   | 249 | 220 | 80  | 5e Nord       | 1-2 Senators de Belleville                                                                                              |

## Personnalités de l'équipe

### Capitaines
- Marc Moro (2005-2007)
- Ben Ondrus (2007–2010)
- Alex Foster (2010–2011)
- Ryan Hamilton (2011–2013)
- Trevor Smith (2013–2015)
- Troy Bodie (2015)
- Andrew Campbell (2015-2017)
- Ben Smith (2018)
- Rich Clune (2020-2022)

### Entraîneurs
- Paul Maurice : (2005-2006)
- Greg Gilbert : (2006-2009)
- Dallas Eakins : (2009-2013)
- Steve Spott : (2013-2014)
- Gord Dineen : (2014-2015)
- Sheldon Keefe : (2015-2019)
- Greg Moore : (2020-en cours) [3]